# Wolfgang Peters (labdarúgó)
Wolfgang Peters (1929. január 8. – 2003. szeptember 22.) nyugatnémet válogatott német labdarúgó, csatár.

## Pályafutása

### Klubcsapatban
1954 és 1963 között a Borussia Dortmund csapatában szerepelt.

### A válogatottban
1957-ben egy alkalommal szerepelt a nyugatnémet válogatottban. Tagja volt az 1958-as svédországi világbajnokságon részt vevő együttesnek, de pályára nem lépett.

## Sikerei, díjai
NSZK
- Világbajnokság
  - 4.: 1958, Svédország